# (48300) Kronk
(48300) Kronk ist ein Asteroid des Hauptgürtels, der am 11. Juni 2002 von den Amateurastronomen Charles W. Juels und Paulo R. Holvorcem am Observatorium von Fountain Hills (IAU-Code 678) im US-Bundesstaat Arizona entdeckt wurde.
Der Himmelskörper wurde am 7. Januar 2004 nach dem US-amerikanischen Amateurastronomen Gary W. Kronk (* 1956) benannt, dessen vierbändiges Werk Cometography zwischen 1999 und 2008 erschien.
Der Asteroid gehört zur Eos-Familie, einer Gruppe von Asteroiden, welche typischerweise große Halbachsen von 2,95 bis 3,1 AE aufweisen, nach innen begrenzt von der Kirkwoodlücke der 7:3-Resonanz mit Jupiter, sowie Bahnneigungen zwischen 8° und 12°. Die Gruppe ist nach dem Asteroiden (221) Eos benannt. Es wird vermutet, dass die Familie vor mehr als einer Milliarde Jahren durch eine Kollision entstanden ist.